# NGC 920
NGC 920 é uma galáxia espiral barrada (SBab) localizada na direcção da constelação de Andromeda. Possui uma declinação de +45° 56' 49" e uma ascensão recta de 2 horas, 27 minutos e 51,9 segundos.
A galáxia NGC 920 foi descoberta em 11 de Setembro de 1885 por Lewis A. Swift.